# Sovrani del Glywyssing

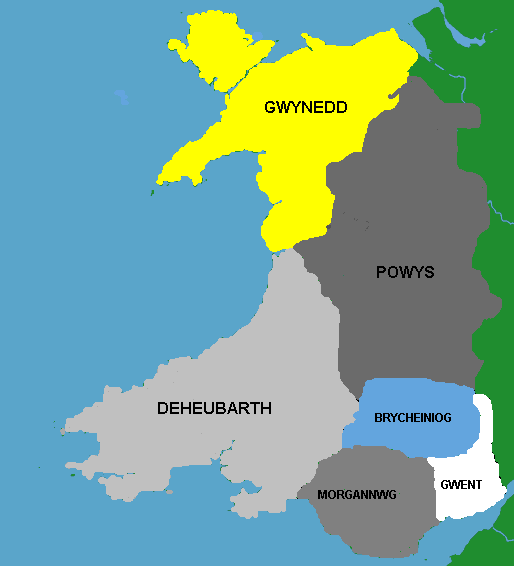
Regni medioevali del Galles

Lista dei sovrani del regno gallese del Glywyssing (V-X secolo), che divenne poi il regno di Morgannwg.
- Glywys Cernyw, tardo V secolo
- Gwynllyw Farfog ? - 523
- Cadog Ddoeth 523 - 528, re di Gwynllwg e Penychen, due regioni e sub-regni del reame del Glywyssing
- Meurig ap Caradog 528 - 535
- Erbig ap Meurig c.535 - 545
- Erb ap Erbig 545 - 555
- Nynnio ap Erb c.555 - 595
- Llywarch ap Nynnio c.595 - 610
- Tewdrig ap Llywarch c.610 - 620
- Meurig ap Tewdrig 620 - 665
- Athrwys ap Meurig 625 - 655
- Ithel ap Arthwys 665 - 705
- Morgan Mwynfawr 665 - 710
- Ithel ap Morgan 710 - 745
- Rhodri ap Ithel 745 - 775 (co-reggenza)
- Rhys ap Ithel 745 - 775
- Arthfael Hen 775 - c.815
- Rhys ap Arthfael c.815 - 856
- Hywel ap Rhys 856 - 886
- Arthfael ap Hywel 886 - 916
- Cadwgan ap Owain 916 - 950

Per i sovrani successivi, si veda Sovrani del Morgannwg.